# هيرمان أندرسن
هيرمان أندرسن هو مصارع هاوي دنماركي، ولد في 22 ديسمبر 1904 في آرهوس في الدنمارك، وتوفي في 10 أغسطس 1955.

## وصلات خارجية
- هيرمان أندرسن على موقع أوليمبيديا (الإنجليزية)